# Erç
L'Erç, també anomenat Gran Erç o Erç Viu (en francès Hers), és un riu de 135 quilòmetres de longitud que circula a través dels departaments francesos de l'Arieja, l'Aude i l'Alta Garona. És el principal afluent del riu Arieja per la seva riba dreta. No s'ha de confondre amb un altre riu que circula pel departament de l'Aude, menys cabalós, que també s'anomena Erç o Erç Mort.
L'organisme que el gestiona és el SGBH o Syndicat du Bassin du Grand Hers.

## Toponímia
Els testimonis antics de l'Erç sónː «Super fluvium Yrce Alba, 959 (Gall. christ., XIII, Instr., c. 226). Irce, 968 (H. L., V, pr. 116, 3°). Irce Alba, 969 (Gall. christ., XIII, Instr., c. 227). Flumen de Ercio, 1002 (H. L., V, pr. 162). Ercium, 1010 (Gall. christ., VI, Instr., c. 21). Eres, 1o34 (H.L., V, pr. 201). Hircium, 1o35 (Gall. christ, XIII, Instr., c. 239). Fluvium Hert, 1110 (ibid., c. 14). Super ripam Erz, 1119- (H. L., V, pr. 468, 1°). Flumen Yrcii, 1173 (Arch. nat., J 3o3). Ercis, 1193 (Doat, 83, f. 222). Hercium, 1195 (ibid., f. 224). Flumen Ircium quod vocatur Alba, 1198 (Gall. christ., XIII, Instr., c. 233). Flumen Yrtii, 13o8 (Vida!, p. 69). Lert, XVIIIe s. (c. de Cass.)».
L'Erç feia la funció de frontera al seu curs superior entre les Ciuitates Tolosatium (Tolosa) et Narbonensium (Narbona).

## Curs

### Llera alta

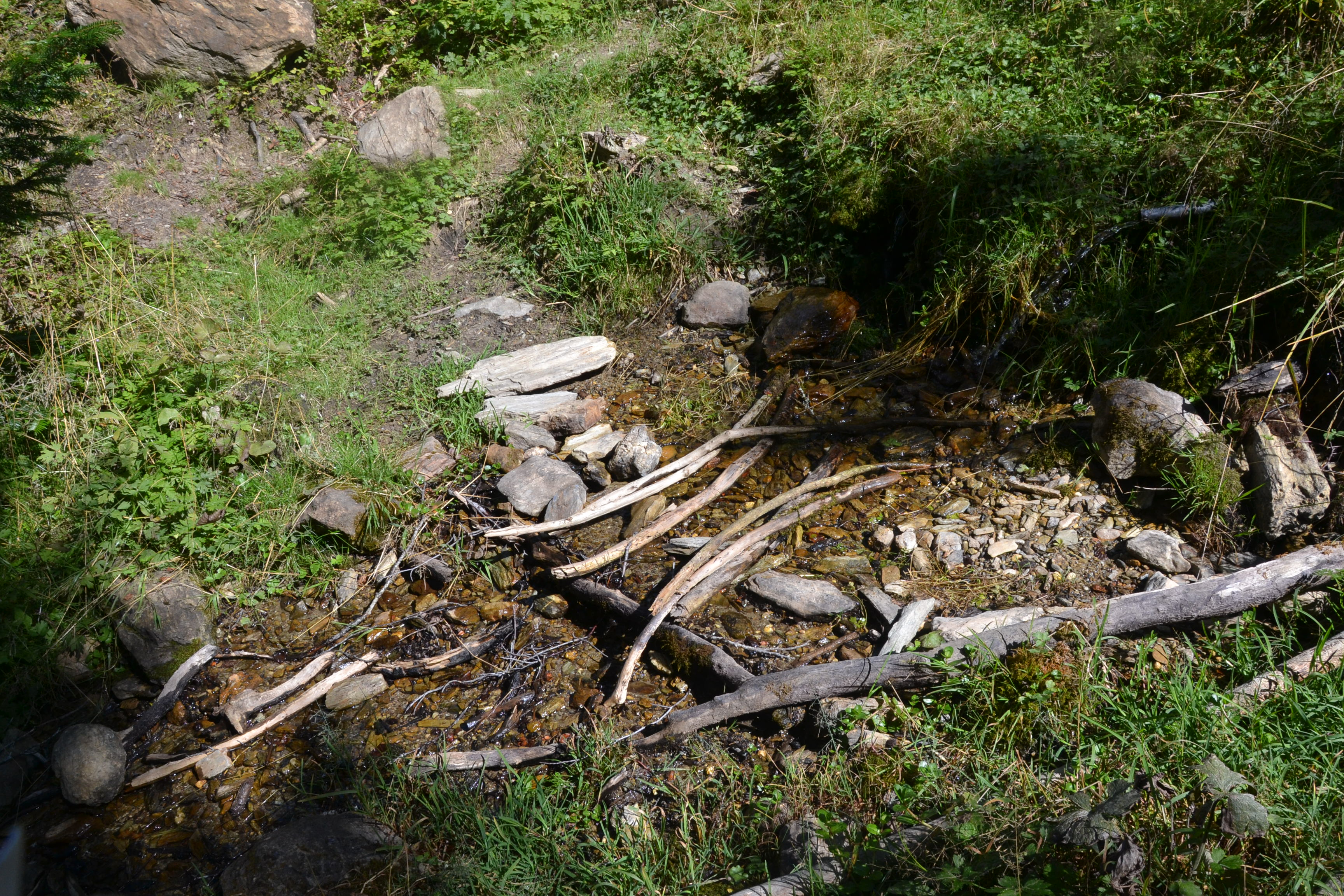
Font del riu Èrç.

La font de l'Erç se situa als Pirineus a 1500 metres d'altitud prop del coll de Chioula, a 6 quilòmetres al nord d'Acs. Aquesta font s'anomena Font de l'Erç o Font de Draset i es troba dins del bosc comunal de Prades. Aquest primer tram té una longitud d'uns 30 quilòmetres i flueix pels Pirineus; aquí el riu mostra un aspecte torrencial, d'aigües clares i llera pedregosa. Aquest primer recorregut té un desnivell de 1.100 metres fins al poble de Peirat, on arriba a una plana de relleu més suau.
En aquest tram l'Erç travessa per les Gorges de La Frau i rep les aigües del la font intermitent de Fòntastòrbas a l'alçada de Belestar. Quan passa per Fòntastòrbas l'Erç veu duplicat el seu cabal.

### Llera mitjana

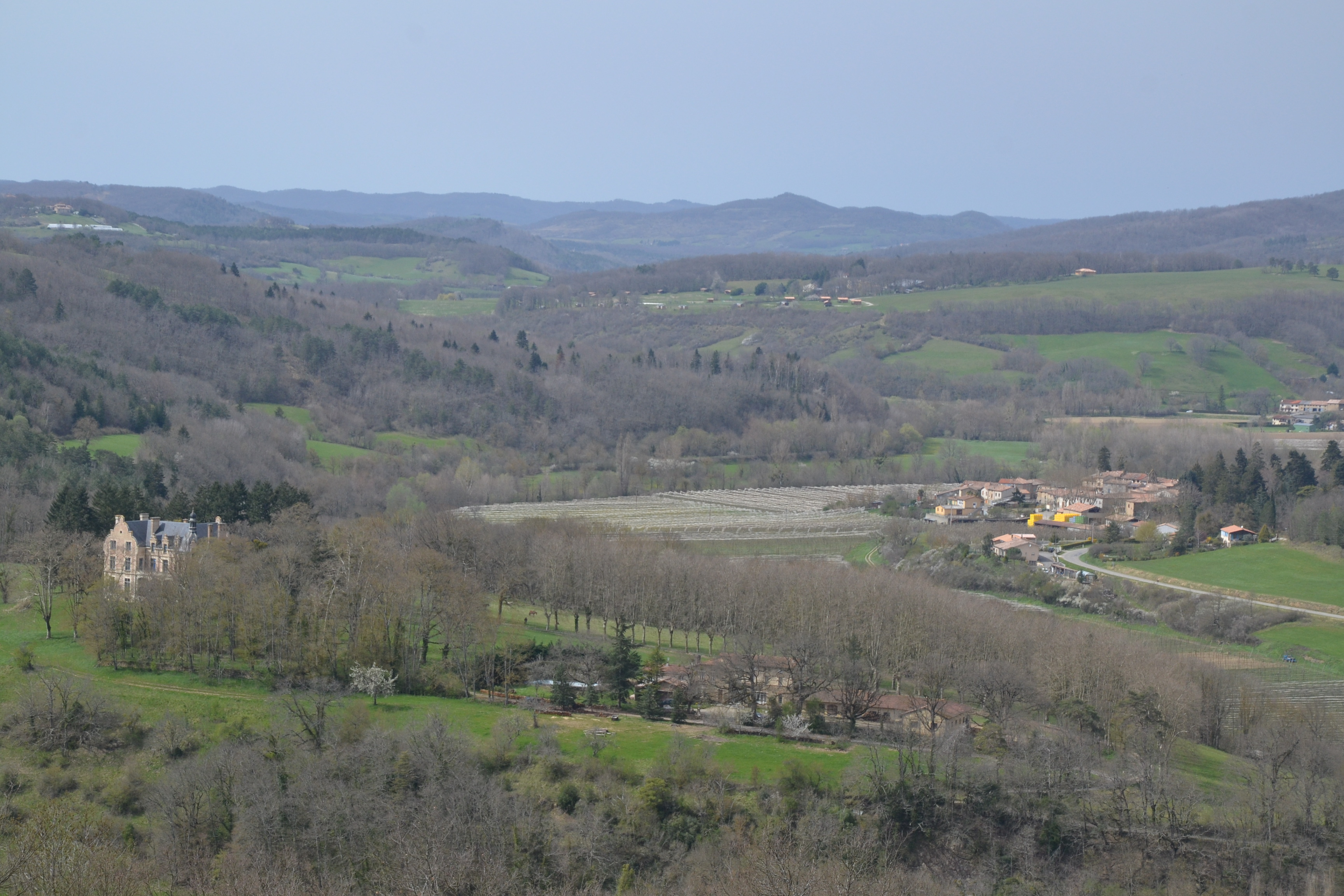
La vall mitjana del Èrç. A la dreta, el poble de Sonac.

Després del Peirat l'Erç avandona el relleu pirinenc. Passa llavors per Santa Colomba d'Erç i arriba a Eissalabra, capital de Quercorb. Aquí el riu serpenteja entre turons i paisatges de conreus i boscos fins als pobles de Camon i La Garda, on rep les aigües del Tuire, i Romengós i Molin Nòu.
En aquest nivell la vall, que s'ha mantingut força estreta (menys d'un quilòmetre d'amplada), s'eixampla considerablement quan s'acosta a Mirapeis. Quan arriba al pont de pedra d'aquesta ciutat, el riu, que s'ha anat calmant progressivament, va adquirint el seu aspecte final que mantindrà fins a la confluència amb l'Arieja.

### Llera baixa
A partir d'aqui i fins a la seva confluència amb l'Arieja, l'Erç recorre els turons de la Pièja i després de Terrefort, situats a la seva riba dreta i que constitueixen les vores sud i oest de la regió del Lauraguès. La riba dreta és, doncs, força abrupte perquè el riu flueix enganxat al vessant dels turons. La majoria dels pobles que es va trobant són en aquest costat del riu per evitar inundacions. Per contra, la riba esquerra és més plana, parcialment inundable i acull conreus de blat de moro i gira-sol regats de les aigües del riu, el cabal estiuenc del quan ha estat reforçat des de finals de 1984 per la presa de Montbel. No obstant això, els camps donen pas a una vegetació fluvial a les vores relativament verges del riu.
El riu Erç es troba amb l'Arieja a l'alçada de Senta Gabèla

## Principals afluents
Els principals afluents del Erç es poden classificar en 3 categories segons el seu origen:
- Afluents pirinencs:
  - el Lasset (13,6 km)
  - Confluència de les aigües de Fòntastòrbas (dreta) amb les de l'Èrç.la font intermitent de Fòntastòrbas
  - el Touyre (39,2 km)
- Afluents del piemont pirinenc:
  - el Blau (16,1 km)
  - el Douctouyre (41,9 km)

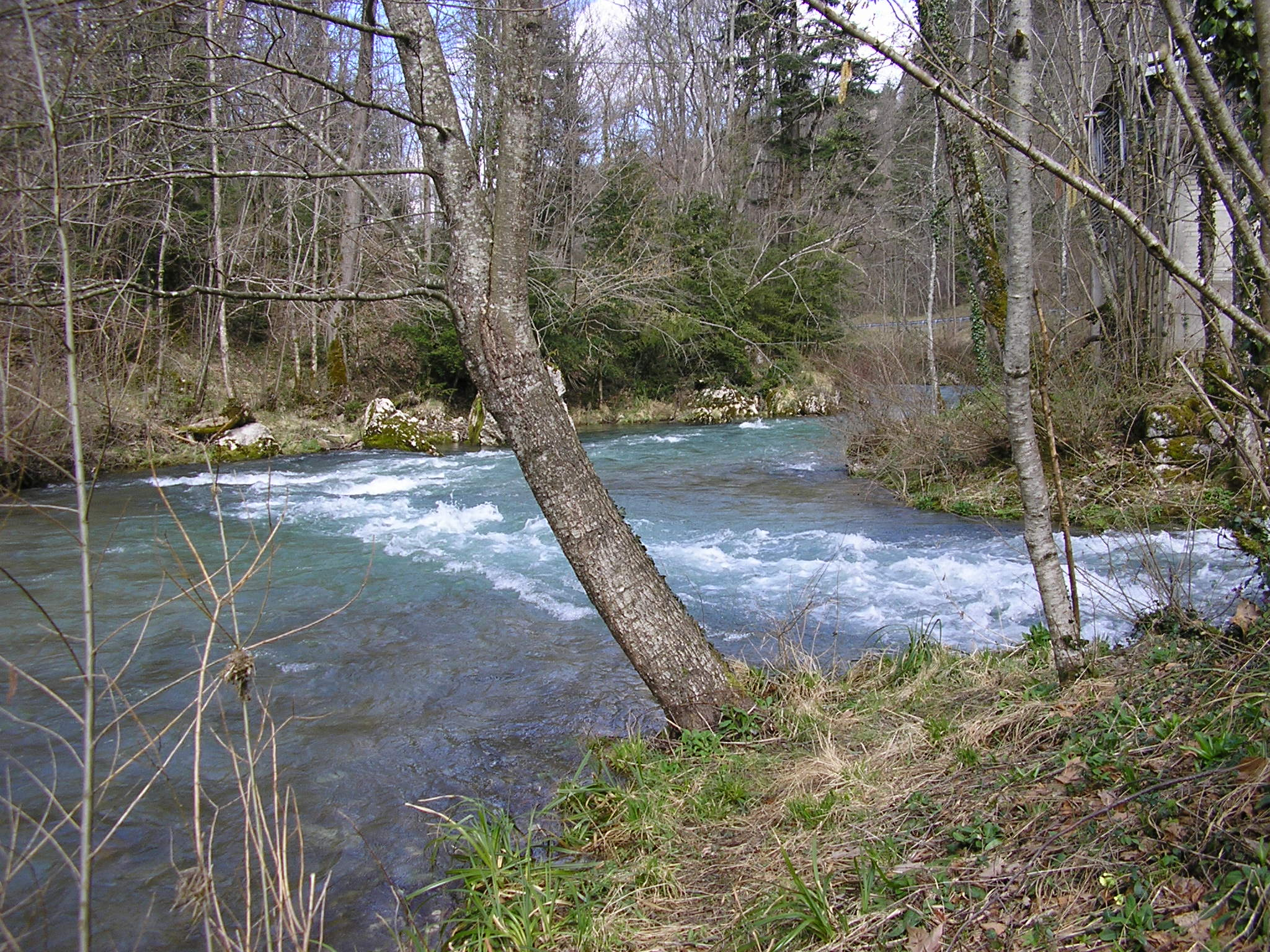
Confluència de les aigües de Fòntastòrbas (dreta) amb les de l'Èrç.

- Afluents dels vessants del Lauraguès i del Rasès:
  - Ambrona (22,4 km) i Vixiège (33,6 km)
  - la riera de Cazeret, a 10,1 km
  - el Raunier, a 11,8 km
  - la riera de Sant Sernin, a 9 km
  - Estaut, a 19,5 km.